# Sylvia Thompson
Sylvia Thompson (asszonynevén: Mrs. Theodore Luling) (1902. szeptember 4. – 1968. április 27.) angol írónő.

## Életútja
Skóciában született, Norman Thompson lányaként, felsőosztálybeli családban. Az oxfordi Somerville College-ben végezte tanulmányait, majd 1926-ban feleségül ment Theodore Lulinghoz, akitől három lánya született.

## Művei
- The hounds of spring (1926)
- Battle of the horizons (1928)
- Chariot wheels (1929)
- Portrait by Caroline (1931)
- Summer's night (1932)
- Unfinished symphony (1933)
- Breakfast in bed (1934)
- A silver rattle (1935)
- Third act in Venice (1936)
- Recapture the moon (1937)
- The adventure of Christopher Columin (1939)
- The gulls fly inland (1941)
- The people opposite (1948)
- The candle's glory (1953)